# Valkyrie Profile: Covenant of the Plume
Valkyrie Profile: Covenant of the Plume es un videojuego de rol táctico desarrollado por tri-Ace y distribuido por Square Enix para la Nintendo DS. Lanzado en 2008 en Japón y en 2009 a nivel mundial, el juego es la tercera entrega en la serie Valkyrie Profile, actuando como una precuela del juego original.
Ambientado en un mundo inspirado en la mitología nórdica, Covenant of the Plume sigue la historia de un joven hombre llamado Wylfred quien busca vengarse de la Valquiria Lenneth tras llevarse a su padre en batalla como un einheriar, indirectamente destruyendo a su familia. Tras convertirse en un mercenario y morir, la diosa Hela revive a Wylfred, quien continúa en su búsqueda de venganza. El juego involucra un grupo de personajes reclutables enfrentándose a enemigos en un combate por turnos en una cuadrilla. El jugador obtiene acceso a un ítem llamado la Pluma del Destino que le permite fortalecer a un miembro del grupo que tras la batalla le provocará una muerte permanente, influyendo la historia y llevando a múltiples finales.
El equipo de producción se vio desafiado durante el desarrollo pero se decidió en superar los límites de la DS mientras se mantuvo fiel a la serie de Valkyrie Profile. La historia, inspirada en el comercial del primer juego, se enfocó en cómo un humano vería la misión de la valquiria. Los diseñadores de personaje Ko y Yoh Yoshinari y el compositor Motoi Sakuraba vuelven de entregas previas. Habiendo vendido 230,000 copias a nivel mundial para mayo de 2009, Covenant of the Plume recibió reseñas mixtas de los periodistas; la historia y jugabilidad fueron aclamadas, mientras que los gráficos recibieron reacciones mixtas, y tanto la inteligencia artificial como la banda sonora fueron criticadas.

## Jugabilidad
Valkyrie Profile: Covenant of the Plume es un videojuego de rol táctico en el cual los jugadores toman el rol del protagonista Wylfred y un grupo de aliados en un combate táctico por turnos en áreas isométricas tridimensionales con un ángulo de cámara rotable. Las pantallas de la Nintendo DS muestran información diferente, la pantalla superior muestra información de batalla y la inferior muestra la historia, mapa y secuencias de batalla.
La historia avanza a través de capítulos con distintas rutas disponibles, cada una ofrecerá personajes reclutables y niveles de dificultad diferentes. Los jugadores llegan a los lugares usando el mapa mundial. El jugador puede visitar aldeas donde se encuentran mercaderes; venden nuevo equipamiento e ítems. El dinero es obtenido peleando batallas o vendiendo ítems. También hay tabernas, donde el jugador puede aprender más de la historia del mundo y realizar misiones secundarias que cuentan con batallas opcionales. Durante las visitas en los pueblos, el jugador puede organizar a sus unidades y decidir cuáles participarán en combate y qué habilidades y armas usar. Cada miembro del grupo tiene una clase, que les concede afinidades a un arma única e impacta su rango de ataque y velocidad de movimiento. Las nuevas unidades se unirán a Wylfred dependiendo de qué camino haya tomado en la historia, mientras que las unidades que no haya reclutado pueden aparecer como enemigos más adelante.
Las batallas por turno del juego toman lugar en una arena sobre una cuadrícula. Los jugadores pueden desplegar cuatro unidades durante el combate, cada una asignada a un botón de la DS. Los miembros del grupo pueden moverse una cierta cantidad de baldosas, y podrán atacar, usar un ítem o una habilidad en ellos mismos o en personajes amigos cercanos. Una vez que una unidad ataca a otra, la acción se traslada a una arena dedicada, donde aparecerán el jugador y las unidades aliadas en batalla. El jugador realiza ataques en tiempo real, y cada personaje lanza un ataque si se pulsa su botón de DS asignado. Ataques continuos elevan el Medidor de Ataque. Cuando una sesión de ataques eleva el Medidor a 100 o más, el ataque se detendrá por un momento y se podrá realizar un ataque cinemático llamado «Soul Crush». El jugador puede continuar con sus ataques normales y cinemáticos hasta cierto punto incluso cuando se haya agotado la salud del enemigo. Este fenómeno es llamado «Overkill» por el juego.
Los ítems consumibles llamados Libros de Habilidades le enseñan habilidades nuevas a los personajes. Estos libros pueden ser comprados a los mercaderes, recibidos como botín de enemigos vencidos o como recompensa después de terminar una batalla. El juego divide habilidades en dos categorías; Las Habilidades de Campo las cuales los personajes pueden usar en el campo de batalla para realizar acciones como cambiar una posición o incrementar el rango de movimiento. Y las Habilidades de Batalla, que pueden elevar la defensa del equipo o regenerar salud. Cada unidad tiene Puntos de Acción (PA) que los jugadores pueden gastar al utilizar ítems, realizar Habilidades especiales o magia. La cantidad de PA usada incrementa la escala y rango de las habilidades de los personajes. Los PA se regeneran después de cada ronda y la cantidad de regeneración varía dependiendo de la acción realizada. No hacer nada durante un turno recupera la mayor cantidad de PA.
Una mecánica clave atada a la narrativa es la Pluma del Destino, un ítem obsequiado a Wylfred que puede usar para elevar la fuerza de una unidad. Una vez que la batalla haya terminado, la unidad sufrirá una muerte permanente siendo removida del grupo por el resto del juego. Sacrificar una unidad le otorga a Wylfred una habilidad única a cambio. Qué tan seguido o el propio hecho de que el jugador use la Pluma impactará directamente a la narrativa. Otro recurso atado a las batallas es el Pecado. Durante cada pelea, Wylfred deberá acumular una cantidad específica de Pecado. El Pecado se recolecta usando la Pluma o realizando ataques Overkill. Si no se obtiene suficiente Pecado al final de la batalla, la próxima tendrá un enemigo poderoso que el grupo deberá vencer.
Tras vencer a un enemigo, la unidad recibe puntos de experiencia. Si Wylfred cae en batalla o utiliza la Pluma muy seguido, el jugador obtendrá un «Game Over» y deberá reiniciar desde un punto de guardado anterior. Luego de completar el juego una vez, el jugador puede jugar la opción «Nuevo Juego Más», transfiriendo habilidades aprendidas durante la partida anterior sin impactar la narrativa del juego. Una vez que los jugadores hayan completado todas las rutas de la historia, se desbloqueará una mazmorra secreta conocida como Seraphic Gate, donde se pueden vencer y reclutar unidades únicas.

## Sinopsis
Covenant of the Plume toma lugar en un mundo sin nombrar inspirado en la mitología Nórdica; los mundos incluyen Asgard, hogar de los Æsir y Vanir, Midgard, el reino de los humanos, y Niflheim, el reino de los muertos. La historia está ambientada antes de los eventos de Valkyrie Profile, después de los eventos de la línea temporal original de Valkyrie Profile 2: Silmeria. En la historia previa del juego, un soldado llamado Thyodor muere en batalla y es llevado por la Valquiria Lenneth como einheriar, un soldado en la guerra de los Æsir contra los Vanir, dejando solo una pluma sobre el cuerpo de Thyodor. Su muerte lleva a su familia a la pobreza; su esposa Margot se vuelve loca, su hija Elsie muere de hambre, y su hijo Wylfred jura vengarse de Lenneth. Años más tarde, Wylfred se convierte en mercenario en su tierra sumida en la guerra debido a la decadencia de la salud del rey, con la esperanza de que esta sea la oportunidad ideal para encontrar y matar a Lenneth; aún retiene la pluma de la valquiria como un recordatorio de su misión. Su amigo Ancel lo acompaña e intenta disuadir a Wylfred de su camino.
Durante una misión, Wylfred es atacado por monstruos y es herido de muerte. Es salvado por la reina de Niflheim Hela quien le devuelve la pluma de Lenneth impregnada de poder oscuro, llamándola la Pluma del Destino. A cambio de bañarla en conflicto y pecado, le otorgará la fuerza para destruir a Lenneth. Al utilizar la Pluma, Wylfred incrementa la fuerza de Ancel para vencer a los monstruos, pero los poderes de la Pluma matan a Ancel inmediatamente después de la batalla. Es puesto a salvo por Ailyth, el enlace entre él y Hela.
Las decisiones del jugador influenciarán la narrativa de la historia; estas elecciones incluyen optar por un bando durante una rebelión contra el gobierno local y si Wylfred utiliza o no la Pluma. Tras la muerte del rey, sus hijos Langrey y Kristoff reclaman el trono, ocasionando una guerra civil. Las alianzas de Wylfred y sus usos de la Pluma influenciarán el final de la historia. Si el jugador utiliza la Pluma en cualquier momento tras la muerte de Ancel, se transformará en un arma capaz de matar a Lenneth. Las acciones de Wylfred atraen a Lenneth, y aquellos sacrificados por él la ayudarán en la pelea final como einheriar en el Final C.
- Final C: Si el jugador utiliza la Pluma múltiples veces, Wylfred logra vencer a Lenneth, pero la Æsir Freya se llevará el alma de la valquiria. Ella le cuenta a Wylfred que sus acciones fueron en vano porque Lenneth renacerá. Ailyth le confirma que fue utilizado por Hela en su guerra fría contra Asgard. Freya condena a Wylfred al tormento eterno en Niflheim.
- Final B: Si el jugador utiliza la Pluma una vez, Thyodor detiene la batalla entre Wylfred y Lenneth, y es vencido por su hijo. Cuando Wylfred renuncia a su camino, Ailyth ataca a Wylfred por romper el pacto, y Thyodor se sacrifica para tomar el lugar de Wylfred en Niflheim. Wylfred vivirá para expiar sus acciones, forzando a Lenneth a marcharse debido a que recuperar a Thyodor provocaría una guerra entre Asgard y Niflheim.
- Final A: Si el jugador nunca usa la Pluma, una Ailyth decepcionada revela ser el sabueso demoníaco de Hela Garm, quien ha estado orquestando la guerra civil por las ambiciones de Hela. Lenneth permite a Ancel - quien ahora es un einheriar - ayudar a Wylfred a vencer a Garm. Antes de desaparecer, Ancel perdona a Wylfred y le dice que arregle la caja de música de Elsie antes de desaparecer. Wylfred vuelve a casa y repara la caja de música; esto cura la demencia de Margot, permitiendo a Wylfred tener una vida más feliz.
- Si el jugador usa la pluma muchas veces, Freya aparece y lo ejecuta. Ailyth le reporta a Hela quien la reprende para que sea más cuidadosa con su elección de humano la próxima vez. Este final es un escenario de Game Over.

Tanto en el Final B como C, el líder de los Æsir Odín habla con Freya sobre el impacto de estos eventos en Lenneth ya que hacen que simpatice más con los humanos. Para evitar que abandone su deber, los dioses borran sus memorias humanas la próxima vez que la invocan para que los ayude.

## Desarrollo
Covenant of the Plume fue desarrollado por tri-Ace, los creadores de la serie Valkyrie Profile, y distribuido por Square Enix. La producción empezó en 2006, tras la finalización de Silmeria. Los miembros del juego incluyeron gente de Silmeria y de Valkyrie Profile: Lenneth, el port de PlayStation Portable (PSP) del juego original. En aquel entonces, el juego fue el primero de tri-Ace para consolas portátiles. De acuerdo al programador en jefe Shinji Hirachi, la producción del juego fue «trabajo duro de comienzo a fin» y una experiencia muy emocional para él. El principal desafío del equipo fue crear una nueva experiencia de juego siendo aún fiel a la estética y el estilo de la serie de Valkyrie Profile. Shunsuke Katsumata, el director de juego de tri-Ace, sintió mucha presión para crear un producto de alta calidad debido a las altas expectativas de los fanes de la serie. Aunque la jugabilidad se alejó de los RPGs tradicionales previos, el equipo sintió que el sistema actual heredó los elementos tácticos de Silmeria.
El desarrollador en jefe Takeshi Sakame diseñó el motor de juego para superar los límites del hardware de DS con su renderizado de mapas y efectos de partículas. El equipo de tri-Ace tuvo dificultades tratando de alcanzar la meta de mantener una tasa de fotogramas de 60 cuadros por segundo. Tras haber añadido archivos de voces, la tasa cayó a 30 cuadros por segundo, forzando a Sakame a ajustar el motor. A pesar de las alteraciones en hardware y la perspectiva de batalla, Katsumata sintió que lograron capturar la sensación de batalla de los títulos previos de Valkyrie Profile. Cada nivel fue diseñado individualmente para que funcionara con la perspectiva de cámara inclinada, cada uno con una temática ambiental única presente desde la concepción en adelante. Debido a que el protagonista es humano, el juego se hizo a una escala menor que en entregas anteriores al no ser capaz de volar alrededor del mundo.
Miho Akabane creó el concepto de la historia. Yasushi Ohtake y Kishiko Miyagi de la compañía de escritura EdgeWorks escribieron el guion. En contraste con juegos previos que mostraban los eventos desde la perspectiva de la Valquirias y otros seres divinos, Covenant of the Plume se enfocó en la perspectiva de los humanos, creando un punto de vista con el que los jugadores se puedan identificar más. El tema central de la historia es la «Venganza contra los Dioses». Mientras que Silmeria se enfocó en la hermana de Lenneth y su huésped humano Alice y el primer juego de Valkyrie Profile vio al einheriar desde una perspectiva distante, Covenant of the Plume se concentró en los sentimientos y la situación del einheriar. El concepto del argumento se le ocurrió a Akabane por mirar un comercial del Valkyrie Profile original, mostrando a Lenneth llevando el alma de un hombre mientras que su anciana madre se lamentaba sobre el cadáver. Akabane se preguntó si la mujer vería a Lenneth como diosa de la muerte en lugar de la salvación. Aunque el productor Yoshinori Yamagishi sugirió cameos de personajes de Valkyrie Profile y Silmeria, Yamagishi descartó la idea debido al enfoque en historias humanas. Los veteranos de la serie Ko y Yoh Yoshinari diseñaron a los personajes. Toshimitsu Hanafusa, quien trabajó previamente en los gráficos de Silmeria, diseñó los sprites de los personajes dentro del juego. Teniendo en mente el espectacular estilo de la serie, Hanafusa quiso retratar a los personajes de una forma muy humana. Studio Anima produjo las cinemáticas en CGI.

### Música
La música fue compuesta por Motoi Sakuraba, quien trabajó previamente en Valkyrie Profile y su secuela. La partitura dentro del juego fue escrita como pistas MIDI, permitiéndole encajar fácilmente en el cartucho de DS. Inspirado en los temas más oscuros de la narrativa, Sakuraba creó una partitura tenue y emocional que se alejó notablemente de su trabajo en Silmeria mientras se mantuvo separado de su trabajo en Valkyrie Profile. La música incluyó composición original y versiones arregladas de pistas de Sakuraba de Valkyrie Profile. El estudio de diseño de sonido Noisycroak hizo la conversión de la banda sonora para el cartucho de DS.
Un álbum de dos discos de la banda sonora fue distribuido el 5 de noviembre de 2008 por Square Enix. Para el lanzamiento del álbum, Sakuraba usó los archivos MIDI originales como referencia y rehízo todas las pistas con orquestación. A pesar de ser fiel al original, el rango de sonidos más extenso resultó en algunas diferencias. Un álbum arreglado de doce pistas, manejado por Sakuraba, fue distribuido junto al álbum de la banda sonora original.

### Lanzamiento
Square Enix anunció Covenant of the Plume en marzo de 2008 en la revista V Jump. En el momento de su anuncio, el juego estaba pasando por rebalances y bug fixes. tri-Ace tradujo oficialmente el subtítulo japonés del juego como «El Acusado». Tras su anuncio, varios miembros de tri-Ace escribieron en un blog oficial dedicado sobre el juego, siendo esta la primera vez que hicieron algo así. Programado inicialmente para su lanzamiento en octubre de ese año, Square Enix atrasó el lanzamiento para realizar un mayor control de calidad. Square Enix eventualmente atrasó el juego hasta el 1 de noviembre. Muchos personajes, incluyendo a Wylfred y Ailyth, fueron incluidos más tarde como personajes descargables en Valkyrie Anatomia: The Origin.
Un lanzamiento occidental fue confirmado por Square Enix en noviembre de 2008, con una marca registrada para su subtítulo en inglés visto en junio de ese año. New Generation Pictures grabó la actuación de voz en inglés y había trabajado previamente en Valkyrie Profile: Lenneth y Silmeria. El juego fue lanzado en Norteamérica el 17 de marzo de 2009, en Europa el 3 de abril y en Australia el 9 de abril.

## Recepción
El juego debutó en los gráficos de ventas de Japón en el segundo puesto, vendiendo 80,000 copias. Esta cantidad llegó a un nivel parecido al de las ventas de Valkyrie Profile: Lenneth para PSP y descrito por otro sitio como «muy impresionante». Fue el 97.º juego más vendido en Japón en 2008, vendiendo 136,948 copias con un porcentaje de ventas por debajo del 50%. Para mayo de 2009, el juego logró vender 230,000 copias a nivel mundial; la mayoría de las ventas fueron de Japón con 160,000 unidades, mientras que en Norteamérica y Europa vendieron 50,000 y 20,000 respectivamente. Los números de ventas hicieron a este título uno de los más vendidos de Square Enix en el período 2008-2009.
Valkyrie Profile: Covenant of the Plume recibió reseñas mixtas de acuerdo a Metacritic. Los críticos aclamaron la historia del juego, Daemon Hatfield de IGN lo llamó una «aventura muy madura y seria» y elogió el guion «muy bien escrito». Shiva Stella de GameSpot lo llamó «fascinante» y muy cautivador, y Daniel Wilks de Hyper aclamó al juego por tener «un tono muy oscuro». Los críticos también aclamaron la jugabilidad; Kat Bailey de 1UP.com dijo que recorre «un largo camino para restaurar el carácter de la serie». Hatfield añadió que «es el sistema de batalla el que realmente distingue a Covenant of the Plume», y ambas reseñas destacaron la mecánica de la Pluma como una novedad interesante. James Clark de RPGFan la llamó «la función más dramática e interesante». No obstante, las tres reseñas también llamaron a la IA mediocre. Bailey también criticó el diseño del mapa como un «problema recurrente».
Los gráficos del juego recibieron una recepción mixta: Stella de GameSpot aclamó los gráficos, incluyendo a los sprites y las animaciones, pero Clark de RPGFan dijo que solo era «un juego de apariencia decente», mientras que 1UP.com criticó los «sprites pixelados, [y] el horrible paisaje poligonal». Clark, Stella y Hatfield criticaron la música principalmente por reusar pistas de Valkyrie Profile: Lenneth, pero con una peor calidad de sonido.